# Лазарев, Константин Дмитриевич
Константин Дмитриевич Лазарев (1929—2012) — советский председатель колхоза и передовик производства в сельском хозяйстве. Почётный гражданин Нижегородской области (2003). Герой Социалистического Труда (1986).

## Биография
Родился 20 сентября 1929 года в селе Архангельское, Нижегородская область в крестьянской семье, окончил пять классов и в двенадцать лет начал работать в колхозе, в годы Великой Отечественной войны работал лошадником.
С 1949 по 1954 годы служил в рядах Советской армии, проходя военную службу получил среднее образование. С 1954 года после демобилизации работал в родном селе Архангельское — 
уполномоченным министерства заготовок и с 1956 года — инспектором районного финансового отдела в посёлке Шатки.
С 1958 года — заведующий хозяйством, заместитель председателя и с 1966 года —председатель колхоза «Власть Советов». При К. Д. Лазареве  колхоз не однократно был награждён правительственными наградами: в 1968 году —  знаменем Совета Министров РСФСР и ВЦСПС, а также диплом I степени ВДНХ СССР — за высокие показатели по производству и продажу государству зерна и картофеля. В 1970 году колхоз был награждён орденом Октябрьской революции. В 1973 году — переходящим Красным знаменем Министерства сельского хозяйства СССР. За время руководства колхозом К. Д. Лазарев за высокие производственные достижения и показатели был награждён двумя орденами Трудового Красного Знамени и орденом Ленина.
29 августа 1986 года Указом Президиума Верховного Совета СССР «за выдающиеся производственные достижения, успешное выполнение заданий XI пятилетки и социалистических обязательств и проявленную трудовую доблесть» Константин Дмитриевич Лазарев был удостоен звания Героя Социалистического Труда с вручением Ордена Ленина и золотой медали «Серп и Молот».
К. Д. Лазарев неоднократно избирался депутатом Шатковского районного и Архангельского сельского Советов депутатов трудящихся. В 1971 году был делегатом XXIV съезда КПСС.
В 1995 году на пенсии. Умер 12 мая 2012 года в селе Архангельское, Нижегородская область, Россия.

## Награды
- Медаль «Серп и Молот» (29.08.1986)
- Два Ордена Ленина
- Два Ордена Трудового Красного Знамени
- Медаль За трудовую доблесть
- Медаль «За доблестный труд в Великой Отечественной войне 1941—1945 гг.»

### Звания
- Почётный гражданин Нижегородской области (23.01.2003 г. № 355-III/25)